# Espai de probabilitat
En matemàtiques, un espai de probabilitat és una modelització matemàtica d'un experiment aleatori. Consisteix en tres elements: 
1. El conjunt dels resultats possibles de l'experiment, que s'anomena espai mostral, i que normalment es designa per {\displaystyle \Omega }.
2. Una família de subconjunts de {\displaystyle \Omega } que designarem per {\displaystyle {\mathcal {A}}}, i que té estructura de {\displaystyle \sigma }-àlgebra; els seus elements s'anomenen esdeveniments, successos o observables, i són els subconjunts de {\displaystyle \Omega } que tindran assignada una probabilitat.
3. Finalment una probabilitat, que és una aplicació {\displaystyle P:{\mathcal {A}}\to [0,1]} {\displaystyle \sigma }-additiva amb {\displaystyle P(\Omega )=1}; intuïtivament, donat un esdeveniment {\displaystyle A\in {\mathcal {A}}}, s'interpreta {\displaystyle P(A)} com una avaluació numèrica de la incertesa de la realització de {\displaystyle A}.

La terna {\displaystyle (\Omega ,{\mathcal {A}},P)} s'anomena espai de probabilitat.
Les propietats de la definició de {\displaystyle \sigma }-àlgebra i de probabilitat constitueixen els axiomes a partir dels quals es construeix la moderna teoria de la probabilitat i van ser formulats pel genial matemàtic rus Andrei Kolmogorov (1903-1987) en el seu seminal llibre de 1933. Per informació sobre com el sistema axiomàtic de Kolmorov encaixa en les Probabilitats del primer terç del segle xx, vegeu.

## Espai mostral

L'espai de probabilitat de llançar un dau dues vegades en successió. L'espai mostral (omega) consisteix en els 36 possibles resultats. Es mostren tres esdeveniments diferents (polígons acolorits), amb les seves respectives probabilitats (assumint una distribució uniforme discreta).

El conjunt dels resultats possibles d'un experiment aleatori s'anomena espai mostral i normalment es designa per la lletra grega {\displaystyle \Omega }. Un element genèric de {\displaystyle \Omega } es designa per {\displaystyle \omega }. Exemples típics d'espais mostrals són els següents: 
1. Tirem un dau ordinari i observem el resultat.: {\displaystyle \Omega =\{1,\,2,\dots ,6\}}.
2. Tirem dues monedes; designem per {\displaystyle c} cara i per + creu. Llavors {\displaystyle \Omega =\{cc,\,c+,\,+c,\,++\}} .
3. Comptem el nombre de trucades que arriben a una centraleta de telèfons. {\displaystyle \Omega =\{0,\,1,\,2,\dots \}}.
4. Observem la durada del temps de vida d'una partícula radioactiva: {\displaystyle \Omega =[0,\,\infty )}.

## Esdeveniments
En relació amb un experiment aleatori podem formular proposicions (per exemple: en tirar un dau, "surt un número parell") que cada vegada que és realitza l'experiment podem assegurar si són veritat o no. En el context dels espais de probabilitat, podem identificar cadascuna d'aquestes proposicions amb el conjunt d'elements de {\displaystyle \Omega } que fan que la proposició sigui veritat; així, a l'exemple anterior, la proposició "sortir parell" s'identifica amb el conjunt {\displaystyle A=\{2,\,4,\,6\}}. Aquests conjunts s'anomenen esdeveniments. Quan al fer l'experiment s'obté un element {\displaystyle \omega \in A} es diu que l'esdeveniment A s'ha realitzat ; per exemple, si surt un 6 direm que l'esdeveniment A="sortir parell"{\displaystyle =\{2,\,4,\,6\}} s'ha realitzat. El conjunt {\displaystyle \Omega } s'anomena l'esdeveniment segur, ja que sempre es realitza, i {\displaystyle \emptyset } l'esdeveniment impossible, ja que mai es realitza. Els conjunts de la forma {\displaystyle \{\omega \}} s'anomenen esdeveniments elementals.
Les connectives lògiques entre proposicions (no, i, o) es traslladen a operacions entre conjunts:
1. Si {\displaystyle p} és una proposició que es correspon amb l'esdeveniment {\displaystyle A}, aleshores {\displaystyle {\text{no}}\,p} (amb les notacions de la lògica {\displaystyle \urcorner p}) correspon a l'esdeveniment {\displaystyle A^{c}}(conjunt complementari). Per exemple, si {\displaystyle p}="surt un número parell", llavors {\displaystyle {\text{no}}\,p}="no surt un nombre parell" s'identifica amb {\displaystyle A^{c}=\{1,\,3,\,5\}}.
2. Si la proposició {\displaystyle p} és correspon amb {\displaystyle A} i la proposició {\displaystyle q} amb {\displaystyle B}, aleshores {\displaystyle p\ {\text{i}}\ q} ({\displaystyle p\land q}) es correspon amb {\displaystyle A\cap B}. Per exemple, si {\displaystyle p}="surt un número parell" i {\displaystyle q}="surt un número més gran o igual a 5", aleshores {\displaystyle p\ {\text{i}}\ q} ="surt un nombre parell més gran o gual a 5" es correspon amb {\displaystyle A\cap B=\{6\}}.
3. Anàlogament, {\displaystyle p\ {\text{o}}\ q} ({\displaystyle p\lor q}) es correspon amb {\displaystyle A\cup B}.

Per a més informació sobre la relació entre les àlgebres de Boole abstractes i les àlgebres de Boole de conjunts vegeu, per exemple.

### La σ-àlgebra dels esdeveniments
Així, tenim una família de subconjunts de {\displaystyle \Omega } formada pels esdeveniments (o successos o observables), que designarem per {\displaystyle {\mathcal {A}}}, i suposarem que és una {\displaystyle \sigma }-àlgebra:
1. {\displaystyle \Omega \in {\mathcal {A}}}.
2. Si {\displaystyle A\in {\mathcal {A}}}, llavors, {\displaystyle A^{c}\in {\mathcal {A}}}, on {\displaystyle A^{c}} designa el complementari del conjunt {\displaystyle A}.
3. Si tenim una col·lecció numerable d'esdeveniments, {\displaystyle \{A_{n},\,n\geq 1\}\subset {\mathcal {A}}}, aleshores {\displaystyle \bigcup _{n=1}^{\infty }A_{n}\in {\mathcal {A}}}.

Cal notar que de les propietats 1 i 2 es dedueix que {\displaystyle \emptyset \in {\mathcal {A}}}. D'altra banda, les unions finites d'esdeveniments també són esdeveniments, ja que{\displaystyle A_{1}\cup A_{2}\cup \cdots \cup A_{n}=A_{1}\cup A_{2}\cup \cdots \cup A_{n}\cup \emptyset \cup \emptyset \cup \cdots .}A més, de 2 i 3 es dedueix que la intersecció o diferència de dos esdeveniments també és un esdeveniment.
En paraules, una {\displaystyle \sigma }-àlgebra és una col·lecció de subconjunts de {\displaystyle \Omega } no buida que és tancada per les operacions de conjunts realitzades un nombre numerable de vegades.
La {\displaystyle \sigma }-àlgebra més petita només té dos elements: {\displaystyle \{\emptyset ,\,\Omega \}}. La més gran és el conjunt de tots els subconjunts de {\displaystyle \Omega }, o conjunt de les parts de {\displaystyle \Omega }, que designarem per {\displaystyle {\mathcal {P}}(\Omega )}.

### Cas Ω finit: àlgebra de conjunts
Quan {\displaystyle \Omega } és finit, aleshores només hi ha un nombre finit de possibles esdeveniments, i totes les propietats probabilístiques es poden deduir a partit l'estructura més simple d'àlgebra (de conjunts): una àlgebra és una família {\displaystyle {\mathcal {D}}} de subconjunts {\displaystyle \Omega } que compleix les condicions anteriors 1 i 2, i, en lloc de 3, 
3': Si {\displaystyle A_{1},\,A_{2}\in {\mathcal {D}}}, aleshores {\displaystyle A_{1}\cup A_{2}\in {\mathcal {D}}}.
Noteu que per iteració, 3' s'estén a la unió d'un nombre finit de conjunts. Així, una àlgebra és una col·lecció de subconjunts de {\displaystyle \Omega } no buida que és tancada per les operacions de conjunts realitzades un nombre finit de vegades.

### Justificació de la necessitat de les σ-àlgebres
Encara que a la pràctica sigui impossible realitzar infinites vegades un experiment, cal considerar teòricament aquesta possibilitat. Per exemple, suposem que tirem indefinidament una moneda i volem calcular la probabilitat d'obtenir cara alguna vegada. Sigui {\displaystyle A}="obtenir alguna cara" i posem{\displaystyle A_{n}={\text{''la primera cara surt a la tirada}}\quad n-{\text{èssima ''}}.}Aleshores{\displaystyle A=\bigcup _{n=1}^{\infty }A_{n}.}

### Per què no considerar sempre tots subconjunts de Ω com esdeveniments?
Una pregunta natural és la següent: si {\displaystyle {\mathcal {P}}(\Omega )} és una {\displaystyle \sigma }-àlgebra, per què no prendre sempre {\displaystyle {\mathcal {A}}={\mathcal {P}}(\Omega )}? Perquè l'objectiu és assignar a cada esdeveniment la seva probabilitat, i no sempre es pot assignar una probabilitat a tots els subconjunts de {\displaystyle \Omega }. N'indiquem dues causes:
1. Per les característiques de l'experiment aleatori. Suposem que juguem amb un dau trucat del que no coneixem les probabilitats dels diferents resultats. Només ens informen si ha sortit un número més gran o igual a 5, és a dir, de la realització o no de l'esdeveniment {\displaystyle B=\{5,6\}}; després de moltes tirades, estimem que {\displaystyle P(B)=0,6}. Amb aquesta informació, a part de {\displaystyle P(B)}, només podem calcular la probabilitat {\displaystyle P(B^{c})=1-0,6=0,4}, però no podem calcular la probabilitat de treure 1 o 2, etc. Així, la {\displaystyle \sigma }-àlgebra que cal considerar aquí és {\displaystyle {\mathcal {A}}={\big \{}\emptyset ,\,\Omega ,B,\,B^{c}{\big \}}.}[5]
2. Per requeriments matemàtics. Si {\displaystyle \Omega } és infinit no numerable, per exemple l'interval {\displaystyle (0,1)} o tots els nombres reals {\displaystyle \mathbb {R} }, aleshores {\displaystyle {\mathcal {P}}(\Omega )} és massa gran, o dit d'una altra manera, té massa elements, per definir-hi una probabilitat adient; utilitzant l'axioma de l'elecció i la hipòtesi del continu pot demostrar-se que no hi ha cap probabilitat {\displaystyle P} a {\displaystyle {\mathcal {P}}(\mathbb {R} )}tal que {\displaystyle P(\{x\})=0,\forall x\in \mathbb {R} },[6][7] amb la qual cosa, cap probabilitat de tipus continu (uniforme, normal, etc.) pot estendre's a tot {\displaystyle {\mathcal {P}}(\mathbb {R} )} de manera raonable.

## Probabilitat
Una probabilitat és una aplicació {\displaystyle P:{\mathcal {A}}\to [0,1]} que compleix 
1. {\displaystyle P(\Omega )=1}.
2. Per a qualsevol família numerable d'esdeveniments,{\displaystyle \{A_{n},\,n\geq 1\}\subset {\mathcal {A}}}, disjunts dos a dos: {\displaystyle A_{i}\cap A_{j}=\emptyset ,\ {\text{si}}\ i\neq j}., tenim{\displaystyle P{\Big (}\bigcup _{n=1}^{\infty }A_{n}{\Big )}=\sum _{n=1}^{\infty }P(A_{n}).}Aquesta propietat s'anomena {\displaystyle \sigma }-additivitat.

Quan {\displaystyle \Omega } és finit, aleshores es pot substituir 2 per la propietat d'additivitat (o additivitat finita): 
2'. Per {\displaystyle A_{1},\,A_{2}\in {\mathcal {A}}}, amb {\displaystyle A_{1}\cap A_{1}=\emptyset }, aleshores {\displaystyle P(A_{1}\cup A_{2})=P(A_{1})+P(A_{2}).}

### Exemple
Continuem amb l'exemple on tirem indefinidament una moneda i volem calcular la probabilitat de {\displaystyle A}="obtenir alguna cara". Teníem {\displaystyle A_{n}={\text{''la primera cara surt a la tirada}}\quad n-{\text{èssima ''}}.} Notem que {\displaystyle A_{n}}correspon a obtenir {\displaystyle n-1} creus i després obtenir una cara, que té probabilitat {\displaystyle 1/2^{n}}. D'altra banda, és clar que {\displaystyle A_{i}\cap A_{j}=\emptyset ,\ {\text{si}}\ i\neq j}. Llavors, per la {\displaystyle \sigma }-additivitat de {\displaystyle P}, {\displaystyle P(A)=P{\Big (}\bigcup _{n=1}^{\infty }A_{n}{\Big )}=\sum _{n=1}^{\infty }{\frac {1}{2^{n}}}=1,}on hem utilitzat la fórmula de la suma d'una sèrie geomètrica de raó 1/2.
És interessar notar que el càlcul d'aquesta probabilitat l'hem pogut fer sense donar explícitament l'espai de probabilitat subjacent; ni tan sols hem dit quin era l'espai mostral. Això és habitual en moltes aplicacions de la probabilitat i l'estadística. Malgrat tot, el formalisme dels espais de probabilitat es pot fer palès (amb més o menys dificultat). Veurem dos models per a l'exemple que ens ocupa, un basat en els espais producte i l'altre en la mesura de Lebesgue a l'interval {\displaystyle [0,1]}; ambdós models utilitzen eines de teoria de la mesura.

#### Modelització mitjançant un producte infinit d'espais de probabilitat
Podem escriure un resultat de l'experiment com una successió infinita de zeros i uns, on 0 indica que ha sortit creu i 1 que ha sortir cara. Així, per exemple, {\displaystyle (1,0,1,1,0,\dots )} indicarà que primer ha sortit una cara, després una creu, després dues cares, etc. Escrivim{\displaystyle \Omega _{i}=\{0,1\},\ i=1,\,2,\dots } i designem per {\displaystyle \Omega } el producte cartesià infinit {\displaystyle \Omega =\Omega _{1}\times \Omega _{2}\times \cdots =\times _{i=1}^{\infty }\Omega _{i}.}Ara, per tal de construir una {\displaystyle \sigma }-àlgebra sobre {\displaystyle \Omega }, posem {\displaystyle {\mathcal {A}}_{i}={\big \{}\emptyset ,\{0,\,1\},\{0\},\{1\}{\big \}}.}Un conjunt producte de la forma {\displaystyle \times _{i=1}^{\infty }B_{i}}, on {\displaystyle B_{i}=\Omega _{i}}, per a tot {\displaystyle i} excepte per un nombre finit d'índexs, posem, {\displaystyle i_{1},\dots ,i_{k}}, s'anomena cilindre de base {\displaystyle B_{i_{1}},\dots ,B_{i_{k}}}. Per exemple si {\displaystyle B_{1}=\{0\}\quad {\text{i}}\quad B_{2}=\{1\}} el cilindre de base {\displaystyle B_{1},\,B_{2}} serà el conjunt de les successions que comencen per 0, a continuació ve un 1, i després qualsevol altre cosa: {\displaystyle (0,1,\dots )}, que equivalen a tots els resultats on primer surt creu seguida de cara, i no ens importa el que ve al darrere. La {\displaystyle \sigma }-àlgebra engendrada pels cilindres, és a dir, la mínima {\displaystyle \sigma }-àlgebra que conté tots els cilindres s'anomena {\displaystyle \sigma }-àlgebra producte i es designa per {\displaystyle \bigotimes _{i=1}^{\infty }{\mathcal {A_{i}}}}; anomenen {\displaystyle {\mathcal {A}}} aquesta {\displaystyle \sigma }-àlgebra.
Ara anem a construir una probabilitat sobre {\displaystyle {\mathcal {A}}}. Amb aquest objectiu, per a tot {\displaystyle i=1,\,2,\dots ,} anomenem {\displaystyle P_{i}}la probabilitat corresponent al llançament d'una moneda:{\displaystyle P_{i}{\big (}\{0\}{\big )}=P_{i}{\big (}\{1\}{\big )}={\frac {1}{2}}.}Per a un cilindre {\displaystyle C} de base {\displaystyle B_{i_{1}},\dots ,B_{i_{k}}}definim {\displaystyle P(C)=P_{i_{1}}{\big (}B_{i_{1}}{\big )}\cdots P_{i_{k}}{\big (}B_{i_{k}}{\big )}.} Es demostra que aquesta funció s'estén de manera única a una probabilitat sobre la {\displaystyle \sigma }-àlgebra {\displaystyle {\mathcal {A}}}.
Finalment, veiem com els càlculs que hem fet abans encaixen en aquest model. Primer {\displaystyle A_{n}\in {\mathcal {A}}}, ja que {\displaystyle A_{n}} és el cilindre de base{\displaystyle B_{1}=\cdots =B_{n-1}=\{0\},\quad {\text{i}}\quad B_{n}=\{1\}.}La seva probabilitat és {\displaystyle P(A_{n})=P_{1}{\big (}\{0\}{\big )}\cdots P_{n-1}{\big (}\{0\}{\big )}\,P_{n}{\big (}\{1\}{\big )}={\frac {1}{2^{n}}}.}Per a més detalls sobre aquesta construcció, vegeu.

#### Modelització mitjançant la mesura de Lebesgue a [0,1]
Podem identificar cadascuna de les successions de zeros i uns amb un nombre de l'interval {\displaystyle [0,1]} considerant-la com l'expressió d'un nombre en base 2. Concretament, si tenim la successió {\displaystyle (0,1,0,1,1,\dots )} podem afegir un 0, davant i fer{\displaystyle (0,1,0,1,1,\dots )\longleftrightarrow 0,01011\dots _{2}=0+0\times {\frac {1}{2}}+1\times {\frac {1}{2^{2}}}+0\times {\frac {1}{2^{3}}}+\cdots }Hi ha la dificultat que els nombres racionals de {\displaystyle [0,1]} (excepte el 0) de la forma {\displaystyle k/2^{n},k=1,\dots ,2^{n-1},\,n\geq 1,} tenen dues expressions en base 2: per exemple, {\displaystyle 0,5=0,1_{2}=0,01111..._{2}}, això és, una expressió amb 0 a partir de determinat lloc, i l'altre amb 1 a partir de cert lloc. Normalment es pren el conveni, que nosaltres també prendrem d'utilitzar l'expressió amb 1 a partir de cert lloc. Aleshores prenem com espai mostral {\displaystyle \Omega =[0,1]}. El fet que hi hagi successions que no apareguin (les corresponents a expressions amb tot zeros a partir d'un cert lloc) no és important a efectes del model, ja que corresponen als només n'hi ha un nombre numerable.
Sobre el conjunt {\displaystyle \Omega =[0,1]} considerem la {\displaystyle \sigma }-àlgebra de Bórel, que és la menor {\displaystyle \sigma }-àlgebra sobre {\displaystyle [0,1]} que conté tots els intervals inclosos en {\displaystyle [0,1]}. Finalment, com a probabilitat {\displaystyle P} prenem la distribució uniforme contínua sobre {\displaystyle [0,1]}, o equivalentment, la mesura de Lebesgue a {\displaystyle [0,1]}, que és la mesura tal que{\displaystyle P{\big (}(a,b]{\big )}=b-a,\quad {\text{per}}\quad 0\leq a\leq b\leq 1.}En aquest context, {\displaystyle A_{1}}consistirà en tots els números que (en base 2) comencin per 0,1 i que a continuació tinguin algun 1 (pel conveni anterior), que correspon a l'interval {\displaystyle (0'5,1]}. Anàlogament, {\displaystyle A_{2}=(0'25,0'5]}, etc. És clar que {\displaystyle P(A_{n})=1/2^{n}}.
Per a més explicacions, vegeu.